# Steatoda felina
Steatoda felina là một loài nhện trong họ Theridiidae.
Loài này thuộc chi Steatoda. Steatoda felina được Eugène Simon miêu tả năm 1907.